# Świętobór de Poméranie
Świętobór (ou Swantibor), mort vers 1106/1107, est l'un des premiers ducs de Poméranie à la charnière des XIe et XIIe siècles.

## Biographie
Świętobór a des liens familiaux avec la maison Piast de Pologne et il est sans doute le fils (ou neveu) du duc Siemomysl de Poméranie. Sa résidence se trouvait à Kołobrzeg (Colberg). Selon la chronique de Gallus Anonymus, il a été renversé et emprisonné par un rival. En 1106, alors que Boleslas III le Bouche-Torse s’apprête à envahir la Poméranie, Swietobor est extradé au duc polonais. On ne connaît rien d’autre de sa biographie. 
Certains historiens pensent qu’il aurait déjà joué un rôle important dans les conflits opposant la Poméranie à la Pologne, qui ont commencé sous le règne de Ladislas Ier Herman. Il se serait allié au fils aîné du souverain, Zbigniew. Son renversement aurait peut-être eu comme objectif de mettre fin à la guerre et de normaliser les relations avec la Pologne.

## Source
- Anthony Stokvis, Manuel d'histoire, de généalogie et de chronologie de tous les États du globe, depuis les temps les plus reculés jusqu'à nos jours, préf. H. F. Wijnman, éditions Brill à Leyde 1890-1893, réédition 1966, volume III, chapitre VIII  et tableau généalogique n° 10 « Généalogie des ducs de Poméranie ».